# 2956 Yeomans
2956 Yeomans este un asteroid din centura principală, descoperit pe 28 aprilie 1982 de Edward Bowell.